# High School (canción)
«High School» es una canción interpretada por la rapera, compositora y cantante trinitense, Nicki Minaj y el rapero estadounidense Lil Wayne para la Reedición del segundo álbum de Minaj, Pink Friday: Roman Reloaded subtitulada The Re-Up. Fue lanzada el 16 de abril de 2013 bajo los sellos Young Money Entertainment, Cash Money Records y Republic Records como el tercer sencillo de The Re-Up. La canción fue escrita por Minaj, Wayne, Boi-1da, T-Minus y producida por los dos últimos. «High School» es una canción de Hip hop y R&B que líricamente habla sobre adulterio. La canción alcanzó la posición 64 en el Billboard Hot 100, adicionalmente alcanzó la posición 15 y 20 el en Hot Rap Songs y Hot R&B/Hip-Hop Songs respectivamente. En otros lugares, la canción entró entre los listados musicales internacionales, incluyendo el UK Singles Chart donde alcanzó la posición 31. Es también el único sencillo principal de Nicki Minaj lanzado en 2013.
Un vídeo musical dirigido por Benny Boom fue lanzado como acto de promoción en el cual se muestra a Minaj en medio de un romance con Wayne. El clip incluye un vistazo del "Pink Pill", una variación del "Beats Pro" creado por Beats Electronics en colaboración con Minaj.

## Antecedentes y desarrollo
El 29 de noviembre, Minaj sometió a votación a su fanáticos para que eligieran que canción del disco debía ser el siguiente sencillo. «I'm Legit» ganó la encuesta con la mayoría de votos, mientras «High School» se estancó en segundo lugar, seguido por «Up In Flames» en tercer lugar, «Hell Yeah» en cuarto y «I Endorse These Strippers» en quinto. Cuando el disco salió, los fanáticos notaron que «High School» les recordaba a una canción de Minaj titulada «Hood Story» que fue incluida en su primer mixtape Playtime is Over. Nicki recicló los versos "he said he came from Jamaica" y "he owned a couple of acres". Al final de «Hood Story», Nicki susurró "continuará", pero nunca fue finalizado hasta ahora. Ella indirectamente confirmó esta especulación retwiteando "HOOD STORY PART 2". Durante una entrevista con MTV el 28 de febrero de 2013, Minaj confirmó que lanzaría una canción como sencillo diciendo: "Estoy a punto de disparar otro sencillo de The Re-Up, la canción se llama 'High School' con Wayne".
El 19 de marzo de 2013, Minaj publicó la portada del sencillo como la foto de perfil de su cuenta en Twitter. La portada fue tomada durante el rodaje del vídeo enseñando a Minaj en un jacuzzi con una peluca rubia y su traje de baño verde neón.

## Música y composición
«High School» fue escrita por Minaj, Lil Wayne, Boi-1da y T-Minus y habla sobre el adulterio. Especulaciones a ser la segunda parte de una antigua canción de Minaj, indica que trata sobre la historia de una mujer que se enamora de un narcotraficante, sin embargo la relación se torna un poco tormentosa. Musicalmente la canción de géneros Hip hop y R&B con pequeñas influencias de Mafioso rap y Rap hardcore.

## Comentarios de la crítica
«High School» recibió comentarios generalmente positivos por parte de los críticos de la música. David Jeffries de Allmusic dijo que la canción "restaura la fe con tres minutos y medio de suciedad impulsada e ingeniosa". El también notó que "The Re-Up viene con un anti-Roman, actitud de regreso a lo básico que se desliza lentamente hasta la pista de Wayne". El sitio web Women in Hip-Hop dio una crítica muy positiva diciendo que "la voz y el flow agresivo es un factor ganador en esta canción, Lil Wayne lo hizo bien y el coro pegadizo ayudó a redondear".
Bené Viera de VH1 Tuner apreció las "capacidades de narración" de Minaj. Jesal Padania de Rap Reviews dio un comentario negativo diciendo que "es otra canción que en realidad no hace corte" y que "no se compara con Roman Reloaded".

## Rendimiento comercial
«High School» tuvo un rendimiento comercial moderado. La canción alcanzó el puesto 64 en el Billboard Hot 100 como su mayor posición y el puesto 20 en el Hot R&B/Hip-Hop Singles. Más tarde, fue certificada oro en Estados Unidos con ventas superiores a las 500 mil. En el Reino Unido la canción tuvo mejor recepción en listas que en países norteamericanos, «High School» alcanzó el puesto 31 del UK Singles Chart y el 6 del UK R&B Chart. La canción también ingresó a los listados de música de países como Bélgica, Australia, Irlanda, Francia y Escocia donde alcanzó los puestos 9, 57, 47, 91 y 34 respectivamente.

## Vídeo musical

### Antecedentes
Durante una entrevista en Dubái, Nicki confirmó que iba a grabar un vídeo para «High School» o «I'm Legit» en 2013. El 22 de febrero de 2013, un fan le preguntó a Nicki vía Ustream cuando iba a grabarlo. Ella respondió que comenzaría con la filmación en un par de semanas, confirmando la filmación el 6 de marzo. El vídeo fue rodado el 11 de marzo por Benny Boom en Los Ángeles. Se confirmó el lanzamiento globalmente del vídeo musical para el día 2 de abril de 2013, donde Minaj iba a realizar una entrevista con MTV después del lanzamiento y contestar unas preguntas vía Twitter con el hashtag #AskNicki. El vídeo fue lanzado a las 10:53 a. m. por MTV y la versión explícita del vídeo fue lanzada a las 6:30 p. m. el mismo día en Vevo. Minaj publicó el 12 de marzo de 2013 algunas fotografías de la filmación.
 El 19 de marzo, Minaj publicó un vídeo de detrás de escenas filmado y producido por Grizz Lee. Ella aparecía en una jacuzzi vistiendo un traje de baño color verde neón. También con múltiples cambios de vestuarios y siendo escoltada por varios guardas. Wayne y Birdman también hacen su aparición en el vídeo.

### Sinopsis
El vídeo comienza con una introducción de los participantes en el vídeo, incluyendo a Birdman y el actor Emilio Rivera como "El Jefe". El vídeo después corta hacia varias escenas de Minaj caminando al lado de una piscina usando un monokini rosa en una ángulo donde se ven llamativamente los rayos del sol. Lil Wayne y Birdman llegan a la mansión de uno de los tres mafiosos, para posteriormente dirigirse a su interior a hablar sobre un negocio, se ve a Minaj bajando por las escaleras y se enseña la cara de sorpresa de Wayne al verla. A lo largo del vídeo, Minaj hace distintos cambios de vestuario, algunos incluyen un monokini amarillo, y lencería. Después del primer encuentro, Minaj aparece caminando en un pasillo al fondo mientras observa a Wayne a los ojos. Después aparece Wayne interpretando su verso al lado de una piscina, con unas chicas bailando tras el. Minaj y Wayne tiene después una escena de amor seductiva donde Minaj aparece en lencería y se ve a Wayne sin camisa. Varios clips de Minaj en un jacuzzi y en un patio trasero con un vestido amarillo son enseñados. Posteriormente, Minaj disfrazada con una máscara y traje negro roba al mafioso. Al final del vídeo, Wayne es visto esperando junto a un helicóptero a Minaj para una escena de escape. La Pink pill aparece en el vídeo musical.

## Interpretaciones en directo
Minaj interpretó «High School» por primera vez en una parada de su gira Pink Friday: Reloaded Tour en Perth, Australia durante una melodía. También interpretó la canción en Jimmy Kimmel Live!, sin embargo no fue transmitida por sincronización. Minaj y Wayne interpretaron «High School» en los Billboard Music Awards de 2013. La presentación incluyó un controversial baile de Minaj a Wayne.

## Lista de canciones
- Descarga digital — Versión explícita

| N.º | Título                        | Duración |  |
| 1.  | «High School» (con Lil Wayne) | 3:38     |  |

## Posicionamiento en listas
| País              | Lista                           | Mejor posición |      |
| 2013              | 2013                            | 2013           | 2013 |
| ----------------- | ------------------------------- | -------------- | ---- |
| Australia         | ARIA Singles Chart              | 57             |      |
| Bélgica (Flandes) | Ultratop Flandes                | 11             |      |
| Bélgica (Flandes) | Ultratop Urban Flandes          | 12             |      |
| Bélgica (Flandes) | Ultratip Bubbling Under Flandes | 11             |      |
| Bélgica (Valonia) | Ultratop Valonia                | 9              |      |
| Canadá            | Canadian Hot 100                | 81             |      |
| Canadá            | Canadian Digital Songs          | 61             |      |
| Escocia           | Scottish Singles Chart Top 100  | 34             |      |
| Estados Unidos    | Billboard Hot 100               | 64             |      |
| Estados Unidos    | Hot R&B/Hip-Hop Songs           | 20             |      |
| Estados Unidos    | R&B/Hip-Hop Airplay             | 23             |      |
| Estados Unidos    | R&B/Hip-Hop Digital Song Sales  | 18             |      |
| Estados Unidos    | R&B/Hip-Hop Streaming Songs     | 10             |      |
| Estados Unidos    | Hot Rap Songs                   | 15             |      |
| Estados Unidos    | Rhythmic Songs                  | 22             |      |
| Estados Unidos    | Radios Songs                    | 75             |      |
| Estados Unidos    | Digital Songs                   | 66             |      |
| Estados Unidos    | Streaming Songs                 | 23             |      |
| Francia           | SNEP Singles Chart              | 91             |      |
| Irlanda           | Irish Singles Chart             | 47             |      |
| Países Bajos      | Single Top 100                  | 83             |      |
| Reino Unido       | UK Singles Chart                | 31             |      |
| Reino Unido       | UK R&B Singles Chart            | 6              |      |

| País           | Lista                   | Posición |
| 2013           | 2013                    | 2013     |
| -------------- | ----------------------- | -------- |
| Bélgica        | Ultratop Flanders Urban | 65       |
| Estados Unidos | Top R&B/Hip-Hop Songs   | 62       |

## Ventas y certificaciones
| País                                                       | Organismo certificador | Certificación | Ventas    | Ref.   |
| ---------------------------------------------------------- | ---------------------- | ------------- | --------- | ------ |
| Estados Unidos                                             | RIAA                   | Platino       | 1,000 000 | [ 28 ] |
| (*) significa que la certificación puede incluir streaming |                        |               |           |        |

## Premios y nominaciones
| Año  | Premiación              | Categoría                     | Resultado |
| ---- | ----------------------- | ----------------------------- | --------- |
| 2013 | Soul Train Music Awards | Mejor canción Hip-Hop del año | Nominado  |
| 2015 | VEVO Certified          | 100 millones de vistas        | Ganador   |

## Créditos y personal
Grabación:
- Grabado en: Studio CA Malibu, Malibu y Los Criterios Hit Factory, Miami FL
- Mezclado en: Estudio Malibu, Malibu CA
- Masterizado en: Chris Masters Atenas, Austin TX

Personal:
- Escritores: Onika Maraj, Dwayne Carter, Matthew Samuels, Tyler Williams
- Productores: Boi-1da & T Minus-
- Grabado por: Ariel Chobaz & Michael "Banger" Cadahia
- Mezclado por: Ariel Chobaz y Boi-1da
- Masterizado por: Chris Atenas

 Los créditos de "High School" son una adaptación de las notas de Pink Friday: Roman Reloaded - The Re-Up. 

## Historial de lanzamiento
| País           | Fecha               | Formato (s)    |
| -------------- | ------------------- | -------------- |
| Estados Unidos | 16 de abril de 2013 | Radio Rhythmic |